# 왕정복고의 대호령

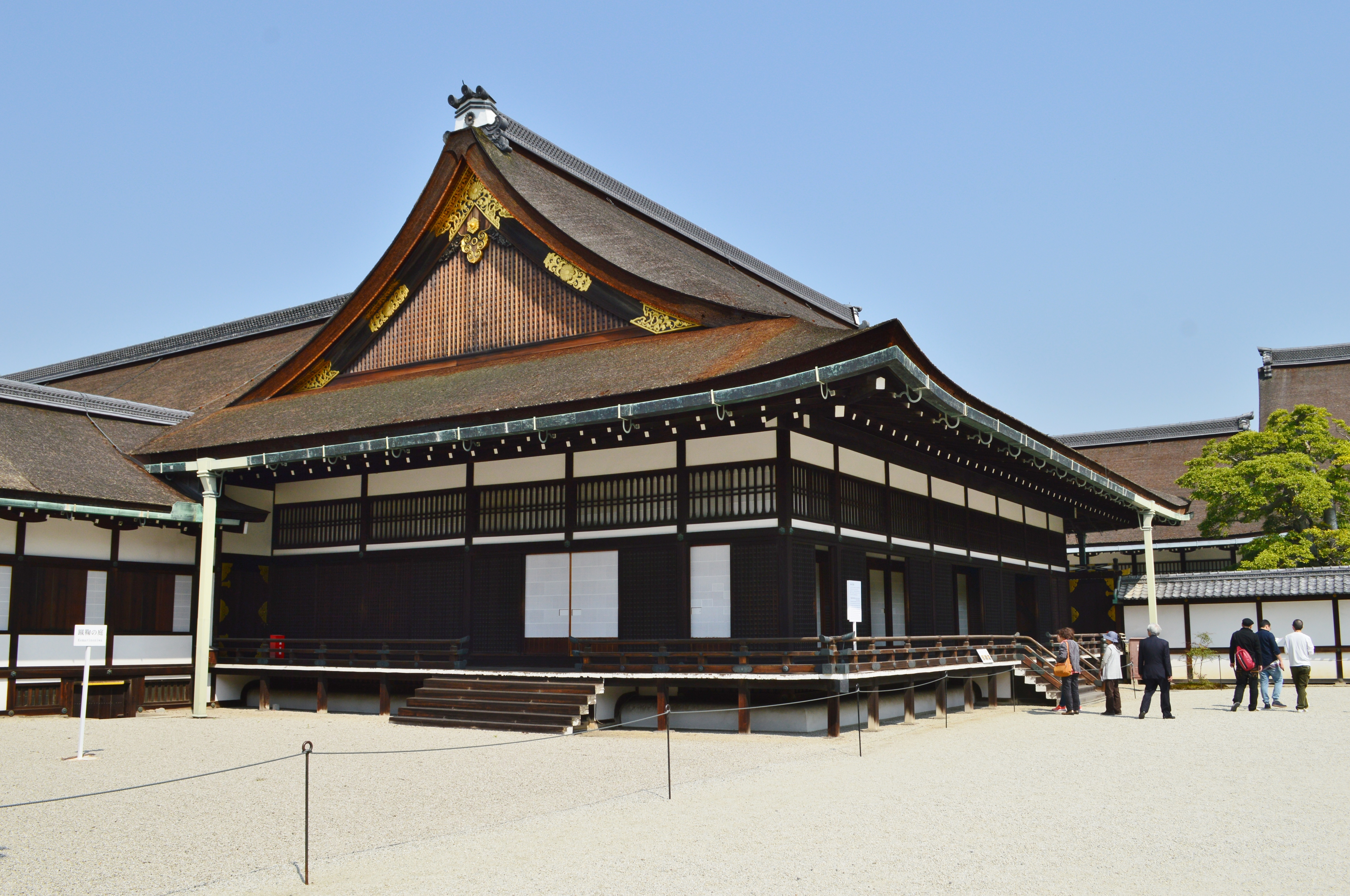
「왕정복고의 대호령」이 발호되었던 장소인 교토고쇼의 고카쿠몬쇼.

일본 역사에서 왕정복고(王政復古, おうせいふっこ)는 메이지 유신에 의해 무가정권을 폐지하고 군주정 체제로 돌아간 쿠데타를 가리킨다.
이와쿠라 도모미(岩倉具視) 등 도막파(倒幕派) 구교(公卿)와 오와리 번(尾張藩), 에치젠 번(越前藩), 도사 번(土佐藩), 아키 번(安芸藩), 사쓰마 번(薩摩藩) 이렇게 다섯 개 번에 의한 이 정변에 대해, 막부 체제를 지지하던 일파가 반발함으로서 보신전쟁(戊辰戦争)으로 이어지게 된 것이다.
에도 막부(江戸幕府) 제15대 쇼군(将軍) ・ 도쿠가와 요시노부(徳川慶喜)의 대정봉환(大政奉還) 선언을 받아 들여, 게이오(慶応) 3년 12월 9일(1868년 1월 3일), 교토고쇼(京都御所)의 고카쿠몬쇼(御学問所)에서 당시 16세의 임금 무쓰히토에 의한 칙령(勅令)인 「왕정복고의 대호령(王政復古の大号令)」이 발호되어 에도 막부의 폐지, 동시에 셋쇼(摂政) ・ 간파쿠(関白) 등의 폐지와 삼직(三職)의 설치, 제사신무창업(諸事神武創業)의 시작을 토대로 '지당한 공의'를 펼치겠다는 내용을 골자로 하는 이 선언으로 신정부가 성립된다.
대정봉환 뒤에도 조정(朝廷)의 위임으로 당면 국정을 맡고 있던 막부는 이로써 폐지가 선언되었고, 동시에 조정(셋칸 이하 구게들의 기구) 또한 폐지되어, 「천하의 공의(公議)」에 의한 정치를 행한다는 것을 명분으로 내걸고, 천황(天皇) 아래로 기존 조정의 신분 잠시를 초월한 구게(公家) ・ 여러 다이묘(大名) ・ 번사(藩士)들로부터 등용된 신정부가 발족하게 된 것이다.
그러나 이로써 배제되게 된 도쿠가와 집안(徳川家) ・ 옛 막부 세력의 실체는 여전히 존재하고 있었고, 요시노부 등 신정부로의 참여를 지지하는 세력도 있었으므로 이와쿠라 도모미나 사쓰마 번의 사이고 다카모리(西郷隆盛) ・ 오쿠보 도시미치(大久保利通) 등 도쿠가와 배제를 외치는 일파가 중심이 되어, 일본은 보신전쟁으로 돌입하게 된다.

## 배경
왕정복고에 의한 새로운 체제의 수립까지 막부 말기 개국 이후의 새로운 세계정세에 대응해 일본의 근대화, 국력 양성을 추진하기 위한 정치 체제가 구상, 모색되고 있었다.
'왕정복고' '존왕추이'란 시황제 이전의 주왕을 최고위로 하는 고전개념에 근거한다. 따라서 황정복고라고 불리지 않는다. 서양 절봉왕정의 이름은 메이지 유신까지 일본에 없었다.

### 개국과 막부의 권위 실추
에도 시대 후기, 국학의 진전 등에 의해 지식인 사이에 존왕 사상이 확산되고 있었다. 한편 막부 지배의 정당성의 근거로 대정위임론에서 구했다는 견해도 있으며, 에도 초기의 금중병공가제법도 (제1조)으로부터 그 싹을 찾아볼 수 있다. 막부 정치의 구조 조정(너그러운 정치 개혁)을 주도한 노중 마쓰다이라 사다노부가 주자학을 권장함으로써 침투한 것으로 알려져 있다. 어쨌든 “막부의 정당성의 원천을 천황으로부터 인정받는다”는 공통점을 가지고 있었고, 그 권위는 널리 인식되어 있었다.
1853년 에도 시대 막부 말기 흑선 내항 이후 개국과 통상을 둘러싸고 국론이 양분되었다. 법으로 국시로 삼아왔던 2백 년간의 쇄국정책의 대전환이 일어났고, 그것도 서양의 군사적 위협에 굴복한 결과로 받아들여진 것으로 막부의 위신은 급락했다. 막부는 비등하게 부상한 양이론을 억제하고, 통상 조약을 체결하는데, 조정의 권위를 의지하지 않을 수 없게 되었다.
당시 병약한 장군 도쿠가와 이에사다의 후계자 문제를 놓고 막부 내각과 다이묘 사이에 히토츠바시 파(一橋派)와 난키 파(南紀派) 사이에 대립이 생겼다. 노중 홋타 마사요시, 시마즈 나리아키라(사쓰마번), 다테 무네나리(우와지마번주), 도쿠가와 요시가츠(오와리번주), 야마우치 요도(豊信, 도사번주), 마쓰다이라 요시나가(요시나가, 에치젠 번주) 등 히토츠바시 파가 고산쿄의 도쿠가와 요시노부를 옹립하려 한 반면, 이이 나오스케(히코네번주) 등 난키 파는 막부 도쿠가와 이에사다의 사촌 동생 도쿠가와 요시토미(기이 번주)를 지지하고 있었다. 막부에 의한 정치 밖에 놓인 신판 다이묘나 도자마 다이묘 세력도 참가하는 거국일치의 새 체제의 구축을 목표로 세력과 기존 막부 체제의 견지를 지향하는 막부 각료 신하를 중심으로 하는 보수파의 대립이었다.
1858년(안세이 5년) 4월, 이이 나오스케가 대로로 취임하였고, 6월에는 도쿠가와 요시토미가 장군의 후계자로 정해지며 난키 파가 승리한다. 같은 시기부터 9월까지 〈안세이 5개국 조약〉이 체결되었다. 고메이 천황의 양이 의지는 굳건했고, 칙허를 얻은 못한 조약 체결이었기 때문에, 양이론은 존왕론과 결합하여 막부를 비난하는 목소리는 더욱 거세졌으며, 또한 개국론자가 많은 히토쓰바시 파에서도 칙허를 얻지 못한 서명이었다고 공격받았다. 이이 나오스케는 안세이 대옥을 단행하여 이 운동을 탄압했는데, 1860년 이에 반발하는 미토 낭인들에게 암살당했다. (사쿠라다 문 밖의 변)
이이 나오스케의 사후 노중 수좌 안도 노부마사 등은 ‘존왕론’을 내세워 막부에 반발하는 세력을 진압하기 위해, 공무합체에 의해 막부의 권위를 회복하기 위해 오래 전부터 검토하고 있었던 고메이 천황의 여동생 가즈노미야 지카코와 막부 도쿠가와 이에모치의 결혼을 추진했다. 협상은 난항을 겪었지만, 시종 이와쿠라 도모미는 천황의 자문에 대해 양이를 조건으로 하는 혼약 승인을 진언했고, 천황은 이후 양이를 실행할 것이라는 기대를 품고 혼인을 공인했다. 가즈노미야는 1861년(분큐 원년) 11월에 에도에서 내려가 이듬해 2월에 혼례가 이루어졌다. 그러나 그동안 안도 노부마사는 이 정략 결혼을 반대한 미토번을 벗어나 떠돌던 낭인들에게 습격당해 부상(사카시타 문 밖의 변)을 당하고, 4월에 노중에서 파면되었다.

### 공의정체의 모색
사쿠마 쇼잔, 요코이 쇼난 같은 사람들 사이에서는 정서적, 단락적인 쇄국과 양이가 통용되지 않았다. 그렇지만 막부의 미온적인 자세에 의한 개국과 서양과 대등한 외교, 통상 관계를 바라지 않고, 선진적인 산업과 기술을 도입하여 경제력, 해군력을 축적하고 국력, 제도를 정비할 필요가 있다고 인식하고 있었다. 그 실현을 위해서는 후다이 다이묘와 막부의 신하에 의해 국정이 독점되는 기존의 체제를 변화시키고 더 널리 인재, 의견을 도입하는 구조(공의정체)를 요구하는 목소리가 제번, 재야 개혁파 또는 히토쓰바시 파 제후뿐만 아니라 막부 내부에서도 커지고 있었다.
조슈번은 나가이 우타가 《항해원략책》(航海遠略策)을 통해 개국통상에 의한 국력 양성, 해외 웅비를 제창하였고, 한때 번론으로 채용되었다. 게다가 막부 노중 안도 노부마사, 쿠제 히로치카 등도 이것을 지지했다. 다만 나가이의 사상은 체제 변혁 등의 구체적 방안까지 미치지는 못했다. 그러나 안도 노부마사가 사카시타 문 밖의 변으로 실각하자, 조슈번에서는 구사카 겐즈이 등의 존양파가 세력을 만회하였고, 그들의 공작에 의해 조정에서 나가이는 밀려나게 된다.
분큐(文久) 2년(1862년) 4월, 교토를 떠난 나가이와 교대하여 사쓰마 번의 시마즈 히사미쓰(島津久光)가 번병 1천 명을 거느리고 교토로 왔다. 사쓰마가 목적으로 한 것은 일찍이 히토쓰바시 일파가 시도했던 친번, 선진 도자마 웅번이 일본의 국정에 참여하는 체제, 그리고 조정·막부라는 이원 체제의 통합이었다. 이 무렵 교토는 가즈노미야의 하가에 자극받은 낭사들이 모여 들었고 조슈 번도 활발하게 공작을 벌이는 등 존왕양이파의 기세가 더해져 불온한 상황이 되었으며 조정은 히사미쓰에게 낭사 진무(鎮撫)의 칙명을 내렸다. 히사미쓰는 이에 응해 데라다야 소동(寺田屋騒動)으로 자번의 존왕양이 과격파도 숙청하여 신뢰를 얻었고, 이를 계기로 막정 개혁안을 조정에 제시하였다. 이를 바탕으로 개혁을 명하는 칙사가 히사미쓰와 함께 에도로 내려갔고 막부는 분큐의 개혁(文久の改革)을 실시하기에 이르렀다. 도쿠가와 요시노부가 쇼군 후견직으로, 마쓰다이라 슌가쿠가 정사총재(政事総裁) 직에 취임하면서 종래 막정에 참여할 입장에 있지 않았던 도쿠가와 일문의 이들 두 사람을 정상으로 하는 체제가 우선 발족되었다.
분큐 3년(1863년) 8월 18일의 정변으로 사쓰마 번은 교토 수호직 아이즈 번과 동맹을 맺고 조슈 번 및 산조 사네토미 등 존왕양이파 공경을 교토에서 일소한다. 조정은 시마즈 히사미쓰, 도쿠가와 요시노부, 마쓰다이라 슌가쿠, 다테 무네나리(伊達宗城), 야마우치 요도(山内容堂) 등 개명파 제후들에게 교토 상경을 명했고 이를 받은 제후들은 연말에 걸쳐 잇따라 입경했다. 히사미쓰는 제후 합의에 따른 공의정체 설립에 협조를 구하고 슌가쿠, 무네나리, 교토 수호직 마쓰다이라 가타모리(松平容保) 등도 이에 동참한다. 조정은 이들 제후를 조정참예(朝廷参預)로 임명하여 조정회의에 참석시키기로 하였다. 또 이듬해인 겐지(元治) 원년(1864년) 2월 쇼군 이에모치가 상경하자 참예 제후는 로주 방으로의 진입도 허용되었다. 이에 비로소 천황과 쇼군 아래 일원화되어 친번 · 도자마 웅번이 합의하는 공의정체가 발족되었다.

### 참예공의의 좌절과 일회상체제(一会桑体制)
그런데 히토쓰바시 일파의 쇼군 후보로서 사쓰마 번이 그 옹립에 심혈을 기울여 지원했던 요시노부 본인은 이 시점에서 공의정체 지향에 적합한 인물이 아니었다. 시마즈 히사미쓰의 주도권을 달가워하지 않았던 요시노부는 쇼군이 조정에 양이 실행을 서약하고 있음을 내세워 요코하마 개항을 주장했고, 참예제후와의 사이에 마찰이 생길 언동을 보이기 시작한다. 제후는 차츰 자신들의 번으로 귀국했고, 참예공의도 단기간에 와해되고 말았다.
참예회의가 와해되고 난 뒤인 같은 해 3월 25일, 요시노부는 금리어수위총독(禁裏御守衛総督) 겸 섭해방어지휘(摂海防禦指揮)로 임명되었다. 요시노부는 교토에 머무르며 교토 수호직인 아이즈 번 및 교토 쇼시다이 구와나 번(桑名藩)을 따랐고, 8월 10일 정변 이후 조정의 수뇌가 된 간파쿠(関白) ・ 니조 나리유키(二条斉敬)나 나카가와노미야 아사히코 친왕(中川宮朝彦親王)과도 제휴하고 공의정체나 다름없는 새로운 공무합체 체제를 구축하였다. 이를 일회상체제(一会桑体制)라고 한다. 이후 몇 년 동안 이 체제가 교토의 정국을 주도해 나가게 된다.

### 공의정체론의 전개 그리고 대정봉환으로

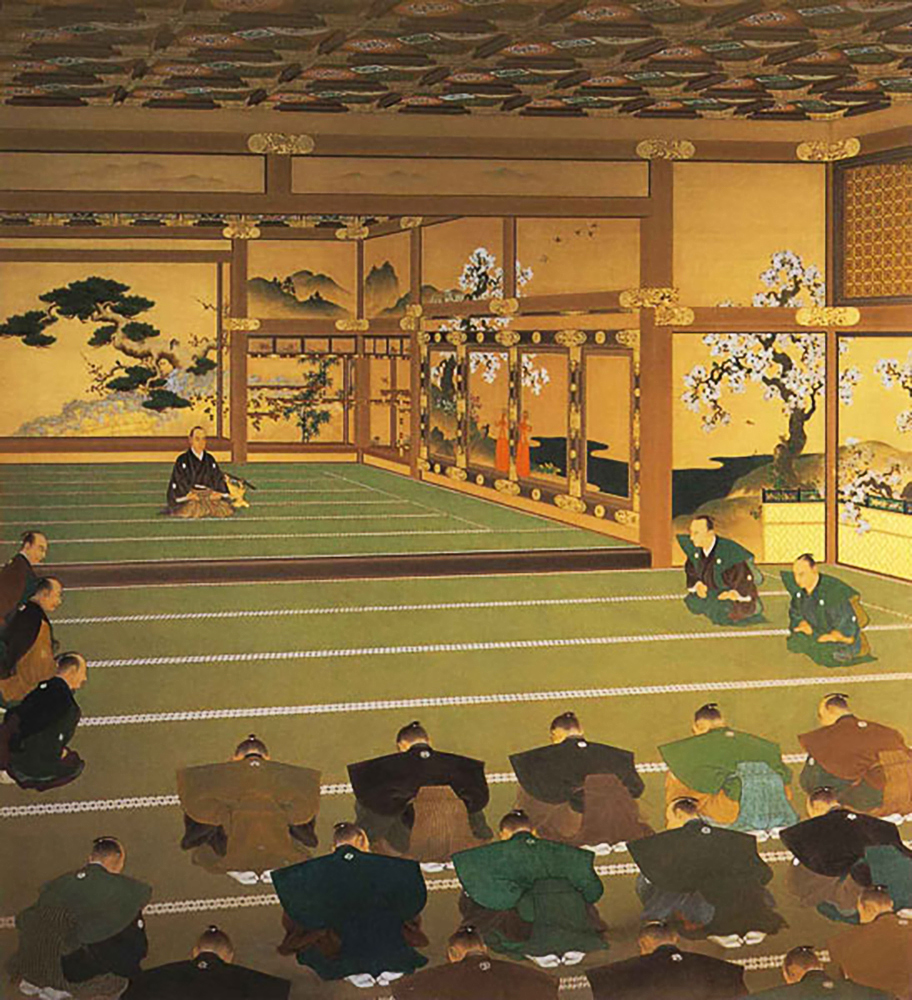
「대정봉환도」(大政奉還図). 邨田丹陵의 그림이다.

분큐 2년의 시점에서 당시 외국봉행(外国奉行)이었던 막신(幕臣) 오쿠보 이치오(大久保一翁, 忠寛)는 「양이는 득책이 아니며, 조정이 개국을 인정하지 않고 양이 실행을 강요한다면 도쿠가와 집안은 정권을 반납하고 제후의 반열로 물러나야 한다.」(攘夷は得策ではなく、朝廷が開国を認めず攘夷実行を迫るならば、徳川家は政権を返上して諸侯の列に下るべきである)라는 대정봉환론을 마쓰다이라 슌가쿠(松平春嶽)에게 올렸다. 참예회의가 도쿠가와 쇼군의 권위를 위에 두는 체제였던 것에 비해 이치오의 논은 도쿠가와 집안을 제후들과 같은 반열에 두는 형태의 공의정체론이었다. 이에 슌가쿠나 그 정치고문이었던 요코이 쇼난(横井小楠)、막신 가쓰 가이슈(勝海舟, 義邦), 가이슈의 문하에 있던 도사의 탈번 낭사 ・ 사카모토 료마(坂本龍馬) 등은 감복하였으나, 막부 요인 일반으로부터 불만을 사게 된다.
왕정복고 정변의 직접적 원인이 된 것은 게이오(慶応) 3년(1867년) 5월의 사후회의(四侯会議) 설치, 그리고 그 붕괴였다. 사후회의에 속한 4대 웅번측은 공의정체로 국정을 이관하고자 했고, 쇼군 요시노부의 정치력 앞에 그것은 실패했으며, 오쿠보 도시미치(大久保利通) ・ 고마쓰 기요카도(小松清廉) ・ 사이고 다카모리(西郷隆盛) 등 사쓰마 번의 수뇌들은 종래의 공의정체 노선에서 무력으로 막부를 쓰러뜨리는 것으로 방침을 전환했다. 그러나 이 단계조차 사쓰마 번 전체가 무력으로 막부를 쓰러뜨리자는 데에 의견이 일치할 리가 없었고, 오쿠보 등은 출병 반대 의론을 억누르고자 이와쿠라 도모미를 통해 천황이 직접 막부 토벌을 명하는 밀지를 내려줄 것을 요구했다.
그러나 쇼군 요시노부는 이에 대하여 도사 번의 건백을 수용해 10월 14일에 막부가 맡아오던 일본이라는 나라의 정권을 조정에 반환하겠다는, 이른바 대정봉환(大政奉還)을 상주, 다음날 조정은 칙허로 이를 수용하였다. 260년 이상을 이어온 에도 막부(도쿠가와 쇼군가)가 가지고 있던 정권을 조정에 돌려 드린다는 취지였다. 요시노부는 막부 체제의 교착상태를 자각하고 천황 아래 일원화된 새로운 체제에서 스스로 주도적인 역할을 할 수 있는 길을 찾고자 했다고 한다.

### 제후회의 소집
조정은 제후회의를 소집하여 합의를 통한 새로운 체제를 정하기로 했고, 도쿠가와 요시카쓰(徳川慶勝, 오와리 번), 마쓰다이라 슌가쿠(에치젠 후쿠이 번), 시마즈 히사미쓰(사쓰마 번), 야마노우치 요도(도사 번), 다테 무네나리(우와지마 번), 아사노 나가코토(浅野茂勲, 게슈 번）, 나베시마 나오마사(鍋島直正, 히젠 번), 이케다 시게마사(池田茂政, 비젠 번) 등에게 상경을 명한다. 새로운 체제 발족까지 막부에 좀 더 국내 통치를 위임하기로 하고, 막부는 그 사이나마 존속했다.
도막파인 구게 이와쿠라 도모미나 사쓰마 번은 대정봉환으로 일단 막부를 공격할 명분을 잃게 된 이상 조정이 종래의 기구나 문류(門流) 지배를 온존시키고 친도쿠가와파 섭정인 니조 나리유키(二条斉敬)나 가야노미야 아사히코 친왕(賀陽宮朝彦親王)에 의해 주최, 주도되는 상태로는 자신들의 의지도 반영되지 않았고, 다가올 제후회의도 요시노부를 지지하는 세력이 커지게 되면 결국 그 새로운 제도라는 것도 요시노부를 중심으로 하는 것이 되어버린다는 우려가 있었다. 이를 막기 위해 당시의 천황 무쓰히토나 자신들의 파당인 종실 ・ 구게를 끼고 니조 섭정 ・ 아사히코 친왕 등 조정 수뇌를 배제하고, 기구 ・ 질서를 일신시키는(정확하게는 요시노부를 배제한) 새로운 체제를 수립하자는 정변을 기획한다. 사쓰마 ・ 조슈 ・ 게슈(芸州) 3개 번도 자신들의 입장을 정리하여 정변을 위한 출병동맹을 체결한다.
여러 다이묘들은 제후회의의 소집 명령을 따르면서도 형세를 방관하는 듯한 태도를 보이는 자도 많았으며, 11월 중에 상경한 웅번은 사쓰마 ・ 게슈 ・ 오와리 ・ 에치젠뿐으로, 12월 8일에야 겨우 도사의 야마노우치 요도가 교토에 들어왔다.

## 경과

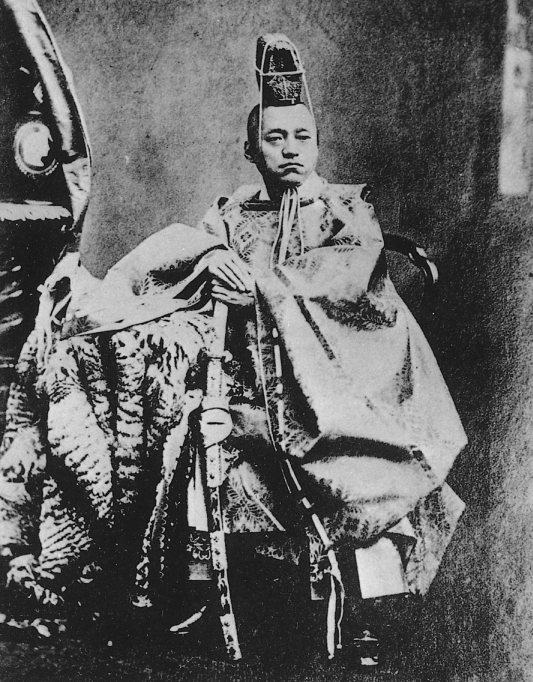
이와쿠라 도모미. 왕정복고의 대호령이라는 정변에서 중요한 역할을 수행하였다.

앞서 사후회의의 주요 정치적 쟁점이란 막부, 즉 쇼군 요시노부가 구미에 파견한 사절단 분큐 견구사절(文久遣欧使節)이 영국 및 구미 국가들과 함께 합의하고 돌아온 런던 각서에 토대한 효고(兵庫)의 개항 문제였다. 국제합의상 효고의 개항일은 그레고리력1868년 새해 첫날, 일본의 달력(음력)으로는 게이오(慶応) 3년 12월 7일이었다. 게이오 3년 10월 대정봉환이 있었고, 웅번측이 정치적 정통성을 잃은 상태에서 효고 개항이 예정대로 실현된다는 것은 요시노부가 정치적으로 복권되었음을 안팎에 선포하는 것이나 다름없는 것이었다. 웅번들로서는 정변을 일으키고자 한다면 적어도 효고 개항이 예정된 1868년 1월 1일(게이오 3년 12월 7일)에서 멀지 않은 시기에 일으키지 않으면 시기를 놓치게 되는 것이었다. 그래서 구체적인 정변 실행에 대해서 오쿠보 등은 당초 개항 다음날인 게이오 3년 12월 8일(1868년 1월 2일)을 예정하였다. 그러나 도사의 고토 소지로(後藤象二郎)로부터 2일 연기해 달라는 요청이 있어 하는 수 없이 1일 연기하여 12월 9일(1868년 1월 3일)로 결정하게 되었다. 그리고 그 전날 밤, 이와쿠라 도모미는 자신의 저택에 사쓰마 ・ 도사 ・ 아키 ・ 오와리 ・ 에치젠 각 번의 중신들을 모으고, 왕정복고(王政復古) 즉 천황을 중심으로 하는 정부를 수립하기를 단행할 것을 선언하고, 협력을 구하였다.
이렇게 다섯 번의 군사력을 배경으로 하는 정변이 실행으로 옮겨지게 되는데, 정변 참가자들 사이에서도 신정부로부터 도쿠가와를 아예 배제시키는 방향으로 의견이 정해져 있었던 것은 아니다. 에치젠 번 ・ 오와리 번 등 공의정체파는 도쿠가와 집안을 어디까지나 제후의 반열로 낮추는 것을 목표로 정변에 참가했고, 실제로 친번(親藩)인 두 번의 주선으로 연말에는 요시노부의 의정(議定) 취임이 성사되기도 했다.
또한 오쿠보 등은 정변에 있어 대정봉환 자체에 반발하는 아이즈 번 등과의 무력 충돌이 불가피할 것이라 보았지만, 니조성(二条城)의 도쿠가와 세력이 보복 행동에 나서지는 않을 것이라 보았다. 실제로 요시노부는 정변이 있기 사흘 전인 게이오 3년 12월 6일, 서기 1867년 12월 31일에 에치젠측으로부터 정변 계획을 들어 알고 있었지만 이를 저지하려는 행동에는 나서지 않았다. 병력 행사는 신정부를 수립하기 위한 정변에 즈음해 부수적으로 일어날 것으로 예상되는 불측한 사태에 대처하기 위한 것으로, 도쿠가와 집안을 멸망시키기 위한 것이 아니었다.
게이오 3년 12월 8일(1868년 1월 2일) 저녁부터 다음날 아침까지 섭정 니조 나리유키가 주최한 조의(朝議)에서 조슈 번주 ・ 모리 다카치카(毛利敬親), 히로아쓰(広封) 부자의 관위 복구와 입경 허가, 이와쿠라 등 칙감(勅勘)을 맡은 당상(堂上) 공경(公卿)들에 대한 칩거 사면과 환속, 규슈(九州)에 있던 산조 사네토미 등 다섯 공경의 사면 등이 결정되었다. 이것이 일본 역사에서 구체제 최후의 조의였다.
게이오 3년 12월 9일(1868년 1월 3일) 조의를 마치고 구게들이 물러난 뒤, 대기하고 있던 다섯 번의 병사들이 대궐의 아홉 대문을 봉쇄한다. 대궐로 접근하는 것은 이들 번병들에 의해 엄격하게 제한되었고, 니조나 아사히코 친왕 등 친막부적 조정 수뇌들조차 입궐이 금지되었다. 그러한 가운데서 막 사면되어 나온 이와쿠라 도모미 등이 나서서, 어린 천황 무쓰히토가 거동한 대궐의 고카쿠몬쇼(御学問所)에 입궐해 「왕정복고의 대호령」(王政復古の大号令)을 발호, 신정부 수립을 선포하고, 새로이 설치된 삼직(三職)의 인사를 정한다.

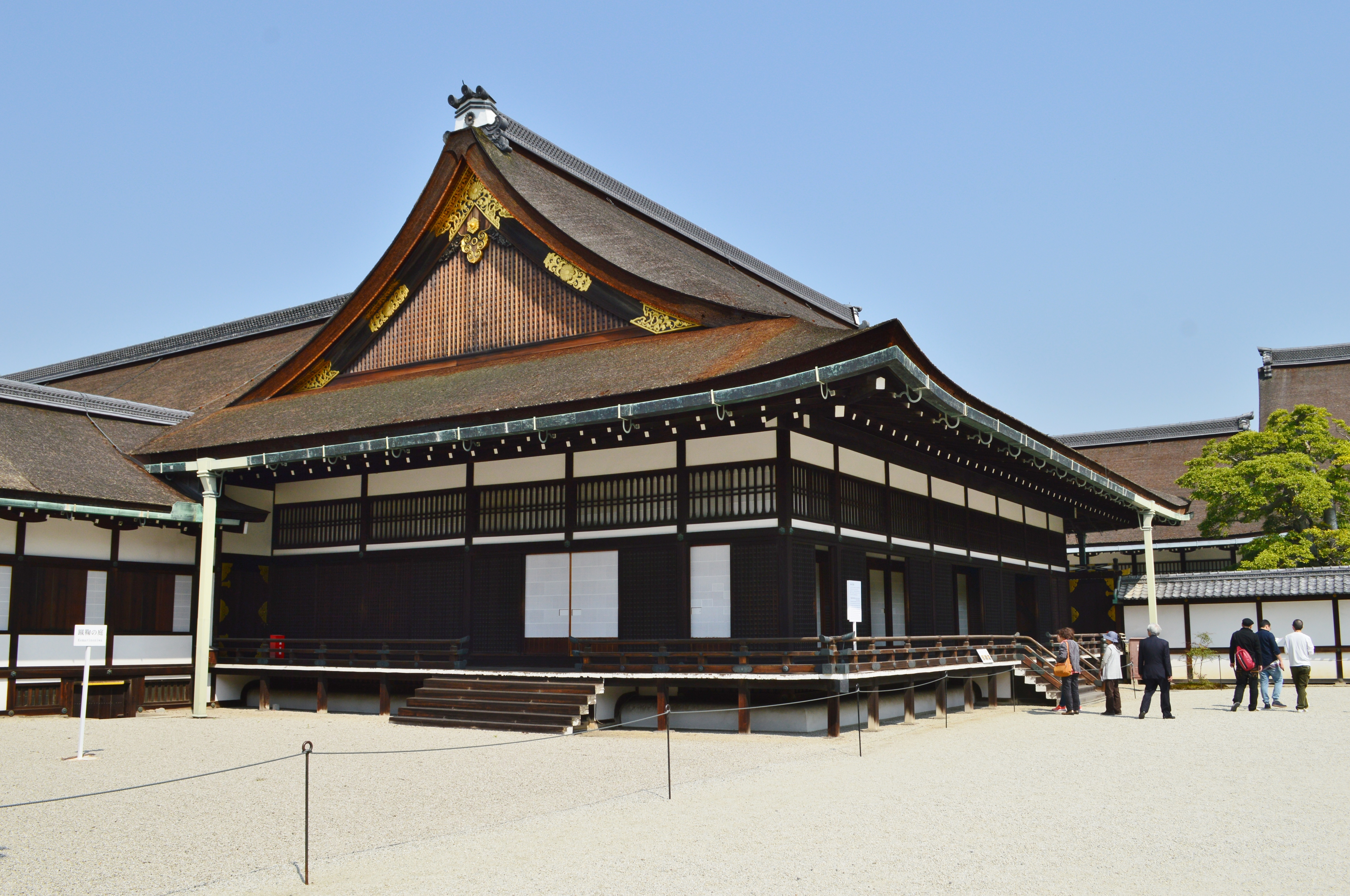
「왕정복고의 대호령」이 발호된 교토고쇼의 고카쿠몬소(御学問所).

### 왕정복고의 대호령
「왕정복고의 대호령」의 내용은 다음과 같다.
1. (게이오 3년 10월 24일에 도쿠가와 요시노부가 상신한) 쇼군직 사직을 칙허(왕명으로 허락)한다.
2. 교토 슈고직(京都守護職) ・ 교토 쇼시다이(京都所司代)는 폐지한다.
3. 막부를 폐지한다.
4. 셋쇼 ・ 간파쿠를 폐지한다.
5. 새롭게 총재(総裁) ・ 의정(議定) ・ 참여(参与)로 삼직(三職)을 둔다.

徳川內府、從前御委任大政返上、將軍職辞退之兩條、今般斷然被　聞食候。抑、癸丑以來、未曾有之國難　先帝󠄁頻年被惱　宸襟候御次第、衆庶之知所候。依之被決　叡慮、　王政復古、國威挽囘ノ御基被爲立候間、自今、攝關幕府等廢絕、即今先假總裁議定參與之三職被置萬機可被爲行、諸事　神武創業之始ニ原キ、縉紳武弁堂上地下之無別、至當之公議竭シ、天下ト休戚ヲ同ク可被遊　叡慮ニ付、各勉勵、舊來驕惰之汚習ヲ洗ヒ、盡忠報國之誠ヲ以テ可致奉　公候事。
一 內覽　勅問御人數國事御用掛議奏武家傳奏守護職所司代總テ被廢候事。
一 三職人躰
　　總裁
　　　有栖川帥宮
（中略）
一 太政官始追々可被爲興候間其旨可心得居候事。
一 朝廷禮式追々御改正可被爲在候得共先攝籙門流之儀被止候事。
一 舊弊御一洗ニ付、言語之道被洞開候間、見込之向ハ不拘貴賤、無忌憚、可致獻言。且人材登庸第一之御急務ニ候。故心當之仁有之候ハ早々可有言上候事。
一 近年物價格別騰貴如何共不可爲、勢富者ハ益富ヲ累ネ、貧者ハ益窘急ニ至リ候趣、畢竟政令不正ヨリ所致民ハ王者之大寶百事御一新之折柄旁被惱　宸衷候。智謀遠識救弊之策有之候者無誰彼可申出候事。
一 和宮御方先年關東ヘ降嫁被爲在候得共、其後將軍薨去且　先帝攘夷成功之　叡願ヨリ被爲許候處、始終奸吏ノ詐謀ニ出御無詮之上ハ旁一日モ早ク御還京被爲促度近日御迎公卿被差立候事。
右之通御確定以一紙被　仰出候事。
 — 王政復古の大号令（部分）, 慶應3年12月9日（1868年1月3日）
이 선언은 12월 14일에 여러 다이묘들에게, 16일에는 서민들에게까지 포고되었다. 요시노부의 쇼군직 사직에 대한 칙허, 일회상체제를 지지해 온 아이즈 번 ・ 구와나 번을 내쫓는다는 것으로, 요시노부의 새로운 체제에 대한 참여를 배제하면서, 한편으로 종래의 셋쇼 ・ 간파쿠 이하 조정 기구의 정치권력을 부활시키는 것 역시 아니며, 고셋케(五摂家)를 정점으로 하는 구게 사회의 문류(門流) 지배도 해체하고, 오직 덴노의 친정(親政) ・ 공의정치(公議政治)라는 명분 아래 일부 구게와 다섯 번에 조슈 번을 더하여 유력자가 주도하는 신정부를 수립하는 것이었다.

### 삼직
이때 삼직에 임명된 것은 다음과 같다(이 삼직 제도는 이듬해 게이오 4년 윤4월에 정체서政体書에 의해 폐지되고, 태정관 제도로 이행한다).
총재아리스가와노미야 다루히토 친왕(有栖川宮熾仁親王)
의정닌나지노미야 요시아키 친왕(仁和寺宮嘉彰親王), 야마시나노미야 아키라 친왕(山階宮晃親王), 나카야마 다다야스(中山忠能), 오기마치산조 사네나루(正親町三条実愛), 나카미카도 쓰네유키(中御門経之)、시마즈 시게히사(島津茂久, 사쓰마 번), 도쿠가와 요시카쓰(오와리 번), 아사노 나카코토(게슈 번）、마쓰다이라 슌가쿠(에치젠 번), 야마노우치 요도(도사 번)
참여이와쿠라 도모미、大原重徳、마데노코지 히로후사(万里小路博房)、長谷信篤、橋本実梁、오와리 번사 3인(丹羽賢、田中不二麿、荒川甚作）、에치젠 번사 3인(中根雪江、酒井十之丞、毛受洪）、게슈 번사 3인(辻将曹、桜井与四郎、久保田平司), 도사 번사 3인(고토 소지로, 神山左多衛、福岡孝弟), 사쓰마 번사 3인(사이고 다카모리, 오쿠보 도시미치, 이와시타 마사히라)

### 고고쇼 회의(小御所会議)

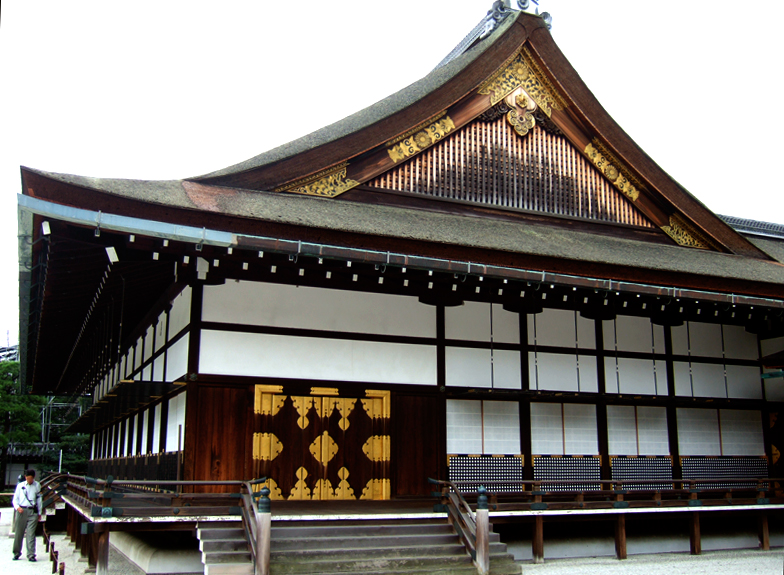
고고쇼 회의가 벌어졌던 당시의 고고쇼는 1954년에 가모가와(鴨川)에서의 불꽃놀이 와중에 사고로 소실되었다. 이후 1958년에 재건되었다(사진). 내부 배관이 가능하다.

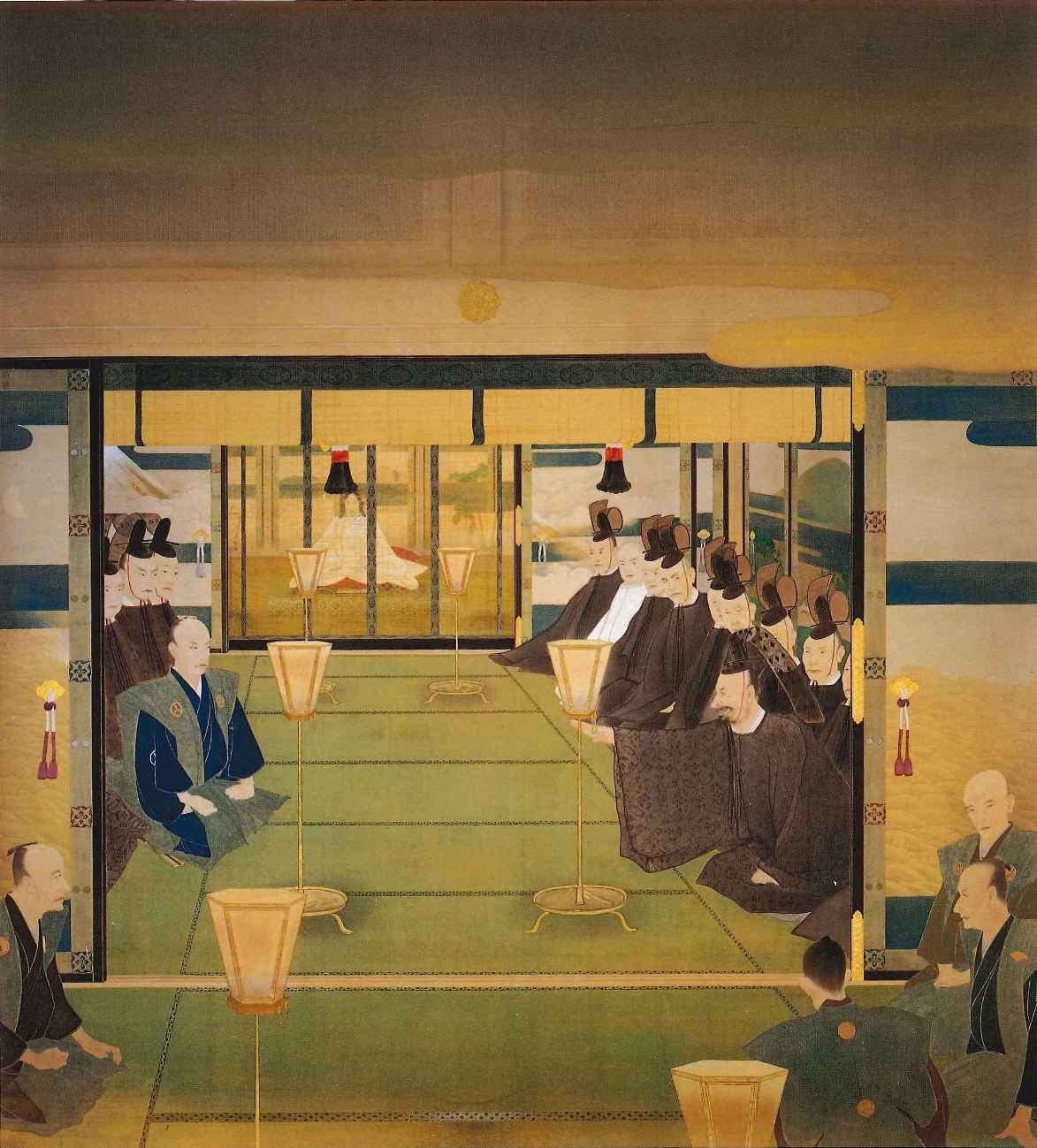

12월 9일 18시 무렵부터 대궐 안에 있는 고고쇼(小御所)에서 임금인 무쓰히토가 임석한 가운데 최초의 삼직 회의가 열렸다. 야마노우치 요도 등 공의정체파는 요시노부의 출석이 허락되지 못한 점을 비난했고, 요시노부를 의장으로 하는 제후회의의 정체를 주장하였다. 이에 대해 이와쿠라、오하라 등은 처음에는 밀렸으나, 요도가 「애시당초 오늘의 일은 대체 다 무엇인가. 2, 3명 정도 되는 구게가 나이 어린 천자를 끼고 음모를 꾸미는 것이 아니냐」(そもそも今日の事は一体何であるか。二、三の公家が幼沖なる天子を擁して陰謀を企てたものではないか)라고 힐문하자 이와쿠라가 「오늘의 거사는 하나하나가 천자님의 생각하시는 아래서 이루어지고 있는 것이다. 어린 천자라니 그게 무슨 소리인가」(今日の挙はことごとく天子様のお考えの下に行われている。幼き天子とは何事か)라고 요도가 실언하였다고 꾸짖자 요도도 침묵하였다고 한다. 이 시점에서 사관납지(辞官納地) 즉 요시노부의 내대신 사임과 이제까지 막부가 소유하고 있던 막부 영지를 모조리 반납하는 문제는 결정되지 않고 있었는데, 이와쿠라 등은 도쿠가와 정권의 실정을 열거하면서 「(요시노부가) 사관납지로 성의를 보이는 것이 선결과제이다」(辞官納地をして誠意を見せることが先決である)라고 주장하였다.
요도 등은 요시노부의 출석을 강하게 주장하면서 양자는 서로 물러날 기미를 보이지 않았다. 급기야 나카야마 다다야스가 나서서 휴식을 선언했다. 회의에 출석했던 이와시타 마사히라(岩下方平)는 사이고 다카모리에게 조언을 구하였다. 사이고는 「그냥, 비수 하나면 되지」(ただ、ひと匕首あるのみ)라고 했고, 이와쿠라는 이에 용기를 얻었다. 이 일은 게슈 번을 통해 도사 번에 전해졌고, 재개된 회의에서는 반대하는 자가 없어, 이와쿠라 등의 주도로 회의는 진행되어 요시노부에 대한 사관납지가 결정되었다(다만 400만 석 전납에서 마쓰다이라 슌가쿠 등이 애써서 2백만 석으로 줄었다).
한편 요도가 요시노부의 즉시 초치를 요구하며 격렬하게 의론을 행한 것은 그 시대의 사료에 두루 일치되게 기재하고 있는 사건인데, 이에 반론하여 이와쿠라가 일갈하였다는 저명한 일화에 대해서는 그 시대 사료에 기재가 없다. 1906년에 완성된 『이와쿠라 공 실기』(岩倉公実記)에서 처음 등장하는 것이다. 때문에 「이와쿠라의 일갈」 일화에 대해서는 그 존재 자체를 부정하는 견해도 있다.

## 이후의 전개
12월 10일, 요시노부는 자신의 새로운 호칭을 「우에사마」(上様)로 하기로 선언하고, 세이이타이쇼군이 폐지되었어도 「우에사마」가 막부의 기구를 살린 채로 전국 지배를 계속할 의향을 내비쳤다. 또한 삿초(薩長) 등의 강경한 움직임에 교토에 있던 여러 번의 대표들도 동요하기 시작했다. 여기에 도사 번 등 공의정체파가 반격을 시도, 12일에는 히고 번(肥後藩) ・ 지쿠젠 번(筑前藩) ・ 아와 번(阿波藩) 등의 대표가 고쇼에서 군대를 물리라고 삿초측에 요구하는 움직임을 보였다. 이에 13일에 이와쿠라나 사이고는 타협안으로 사관납지에 요시노부가 응한다면 요시노부를 의정에 임명하는 동시에 「전임 내대신」(前内大臣)으로 대우하는 것을 인정하겠다는 제안을 행하지 않을 수 없게 되었다. 이에 따라 요시노부의 사관납지도 유명무실화되기 직전에 이르렀고, 16일에는 요시노부가 미국 ・ 영국 ・ 프랑스 ・ 오란타 ・ 이탈리아 ・ 프로이센 이렇게 6개 국 공사(公使)와 오사카성(大坂城)에서 회담을 벌였다. 내정 불간섭과 외교권을 막부가 그대로 갖는 것을 승인하게 하고, 이어 19일에는 조정에 대해 왕정복고 대호령 철회를 공공연하게 요구하기까지 이르게 된다.
이에 대해 12월 22일 조정은
徳川內府宇內之形勢を察し政權を歸し奉り候に付き、朝廷に於て萬機御裁決候に付ては、博く天下の公儀をとり偏黨の私なきを以て衆心と休威を同ふし、徳川祖先の制度美事良法は其儘被差置き、御變更これ無くの候間、列藩此聖意を体し、心付候儀は不憚忌諱極言高論して救縄補正に力を盡し、上勤王の實效を顯し下民人の心を失なはず、皇國をして一地球中に冠超せしむる樣淬勵致すべき旨御沙汰候事
라는 고유문을 냈다. 이는 사실상 도쿠가와 막번 체제에 의한 대정 위임의 계속을 승인한다는 말과 다름없었고, 왕정복고의 대호령이 취소되지는 않았지만, 요시노부의 주장이 완전히 승인된 것이나 다름없었다.
한편 이 사태에 위기감을 느낀 사쓰마 번의 암약으로 옛 막부측 강경파들이 부추김을 받아 들고 일어나, 게이오 4년 1월 3일에 도바 후시미 전투(鳥羽・伏見の戦い, 보신전쟁)로 돌입하게 된다. 이 전쟁으로 옛 막부군은 삿초군(薩長軍)에 패하여 물러났고, 옛 막부측의 기세가 꺾였음을 알게 된 조정은 닌나지노미야 요시아키라 친왕(仁和寺宮嘉彰親王)을 정토대장군(征討大将軍])으로 임명하는 동시에 니시키노미하타(錦の御旗)와 절도(節刀)를 주어, 신정부군을 관군(官軍)으로 명하였다. 궁지에 몰렸던 신정부군은 한숨 돌리게 되었고, 한편으로 옛 막부측은 「조적」(朝敵)으로 궁지에 빠지게 되었다.
이때 요도는 이와쿠라에게 「이 싸움은 삿초가 일으킨 부당한 싸움이다」(この戦は薩長の起こした不当な戦である)라고 항의하였으나, 요도로부터 「알겠소. 그러면 도사 번은 요시노부 편에 서시구려」(わかった。ならば土佐藩は慶喜側につきなさい)라고 일갈했고, 침묵해 버리고 말았다고 한다. 그 뒤 요도는 도사 번의 군세를 이누이 다이스케(乾退助)에게 넘기고 삿초측과 발걸음을 같이하게 되었다.
다만 이제까지의 간토(関東)를 중심으로 하는 옛 막부 세력권이 넓었으므로 조정의 도막파 세력들이 진정한 의미로 '막부 타도'를 실현시키는데까지는 시간이 필요했다. 4월 11일, 신정부군이 에도 총공격을 중지하는 대신 옛 막부의 본거지인 에도 성(江戸城)을 내놓게 하여 막부 해체를 한층 더 진전시켰다. 옛 막신 ・ 福地源一郎는 자신의 저서 『막부쇠망론』(幕府衰亡論)에서 「에도를 개성(開城)함으로 하여 에도 막부는 멸망하였다」(江戸開城を以て江戸幕府は滅亡した)고 쓰고 있다.

## 기타
- 당시 이와쿠라 등은 빈번한 왕래로 모의를 행하고 있었는데, 마침 이 무렵 '에헤라 좋구나 사건'(ええじゃないか)이 발생하여 그쪽으로 시선이 쏠리는 바람에 막부측에 준비를 들키는 일은 일어나지 않았다. 한편 유신사(維新史)에서는 「王政復古の計画は極秘を要するを以て、品川弥二郎が神符降下の奇瑞を発案し、その喧囂に乗じて計画を進めようとした」라고 적고 있다.

## 참고자료
- 毛利敏彦 「幕藩体制の終焉 -微視的考察-」（藤野保先生還暦記念会編『近世日本の政治と外交』（1993年、雄山閣） ISBN 4-639-01195-4）
- 家近良樹 『徳川慶喜』（2004년, 吉川弘文館, ISBN 4-642-06281-5）
- 青山忠正 「慶應三年十二月九日の政変」『講座　明治維新２』（2011년, 有志舎, ISBN 978-4-903426-42-6）

### 내용주
1. ↑  일본에서는 메이지 유신 전까지도 천황을 가리켜 '왕'이라고 부르는 것이 불경하다거나 격하 내지 비하라는 인식은 존재하지 않았다. '(국)왕'은 현실에 존재하는 직위로써 그 위치에 있는 사람을 가리켜 드러내는 말이었고, 그 '왕'에 대해 위엄을 더하는 표현법으로 '천황'이라는 말이 쓰였을 뿐 그 이상의 의미는 없었다고 할 수 있다.
2. ↑  일본에서는 2022년도부터 처음으로 역사 총합의 일부 교과서에서 왕정복고의 쿠데타(王政復古のクーデター)라고 표기한 것도 있다.
3. ↑  번주 시게히사의 아버지로 전임 번주 나리아키라의 동생이다.
4. ↑  요시노부의 친동생이기도 하다.
5. ↑  나카가와노미야를 가리키며, 메이지 유신 이후 구니노미야(久邇宮)가 되었다.
6. ↑  나이후는 내대신(内大臣)의 칭호로, 도쿠가와 요시노부를 가리킨다.
7. ↑  1853년은 일본 연호로 가에이(嘉永) 6년으로 흑선 내항(黒船来航)이 일어난 해이다.
8. ↑  摂政・関白・幕府など
9. ↑  셋칸케(摂関家)를 가리킨다.